# بعل والتنين

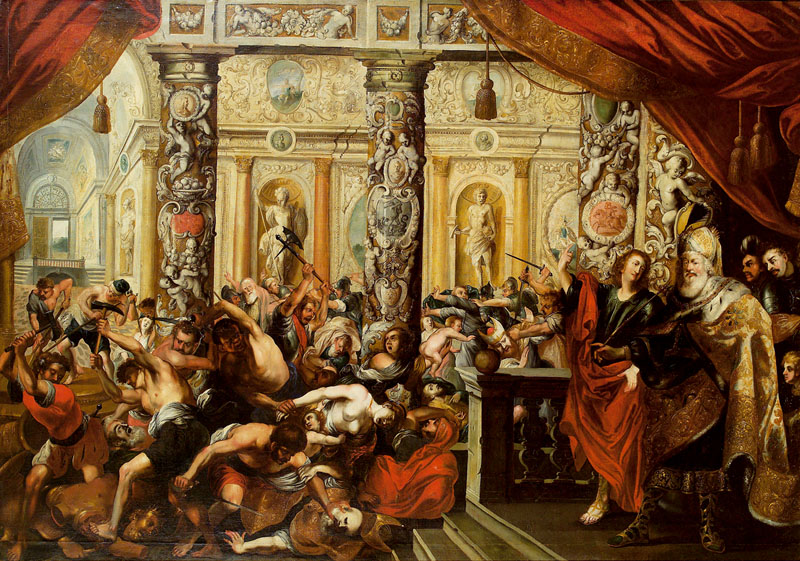
دانيال والملك سايروس لستيفان كيسلر في معبد بيل

بعل والتنين أو بال والتنين أو بيل والتنين (بالإنجليزية: Bel and the Dragon)‏، هي قصة وجزء من سفر دانيال النبي وتظهر في المخطوطات اليونانية، لكنها غير موجودة في المخطوطات العبرية. أما الأجزاء الأول والثاني من هذا السفر، فهما ترنيمة الفتية الثلاثة في أتون النار، ثم قصة سوسنة. وأقر مجمع ترنت (1545 - 1563) بصحة هذه القصص الثلاث واعتبرها جزءًا أصيلًا من سفر دانيال، وقد دافع عن ذلك أوريجانوس وغيره من العلماء.تتضمن الكتب المقدسة الكاثوليكية والأرثوذكسية القصص جزءًا من سفر دانيال، لكن الكتب المقدسة البروتستانتية عادة ما تحذفها
أما بالنسبة للكائن المعروف باسم «التنين» في هذه القصة، فهذا المصطلح ليس بالتأكيد يعني التنين بالمعنى الأسطوري الذي نعرفه، بل في اللغة اليونانية، كلمة «تنين» تُترجم إلى «دراكون» (Δράκων)، وتشمل معانيها الحية العملاقة والأفعى الكبيرة والمفترس الضخم. وقد تم استخدام هذه الكلمة بمعان متعددة في الترجمة السبعينية. على سبيل المثال، في ميخا 1: 8، تم ترجمة كلمة «دراكوذون» (الوحشية) إلى «بنات آوى» (وهي من فصيلة الكلاب والذئاب) في الترجمة العربية. وفي المزامير 104: 26، تم ترجمة نفس الكلمة إلى «لوياثان"، وهكذا. لذلك، ربما يكون من الملائم ترجمة هذه الكلمة إلى «الحية» بدلاً من «التنين» في هذا السياق.

## قصة بال والتنين
في بابل كان هناك صنم يُدعى «بال"، يُقدم له يوميًا كميات ضخمة من الطعام، بما في ذلك السميذ والخراف. الملك كان يعبد بال، وعندما سأل الملك دانيال لماذا لا يسجد لبال أيضًا، أجاب دانيال بأنه يعبد فقط الله الحي الذي خلق السموات والأرض. غضب الملك وسأل كيف يمكن لبال أن يكون إلهًا إذا كان يأكل ويشرب يوميًا.
دانيال أكد أن «بال» ليس سوى تمثال من الطين والنحاس لا يستطيع أن يأكل. غضب الملك أكثر ودعا كهنته ليسألهم من يأكل الطعام الذي يقدم لبال. كان لدانيال خطة، فدعا الملك كهنته وأمرهم بوضع كميات الطعام في هيكل بال. بعد ذلك، ختموا الأبواب ووضعوا ختم الملك عليها. صباحًا، عندما فتحوا الأبواب، وجدوا أن الطعام قد اختفى. دانيال أظهر آثار أقدام على الرماد، مما جعل الكهنة يعترفون بالحقيقة. بعد ذلك، قتل الملك الكهنة وسلم «بال» إلى يد دانيال الذي حطمه هو وهيكله.